# Šarlota Pruská (1860–1919)
Šarlota Pruská (Viktorie Alžběta Augusta Šarlota Pruská, 24. července 1860, Postupim — 1. listopadu 1919, Baden-Baden) byla vnučka britské královny Viktorie, manželka Bernarda III. a tím pádem také poslední vévodkyně Sasko-meiningenská. Narodila se v Postupimi jako druhý potomek a nejstarší dcera německého císaře Fridricha III. Pruského a jeho manželky, dcery královny Viktorie, Viktorie Sasko-Koburské.
Šarlotina matka Viktorie byla náročná matka, která měla vysoké ambice a po svých dětech chtěla jen ty nejlepší výkony. Šarlota byla tvrdohlavá dcera, navíc i špatná studentka. Často měla záchvaty vzteku nebo naopak trpěla silnými depresemi. I to vedlo ke špatnému vztahu mezi ní a Viktorií. Později byla známá svým pomlouváním ostatních členů rodiny a Viktorie doufala, že sňatek to spraví. Tak se šestnáctiletá Šarlota vdala za Bernarda III., budoucího vévodu Sasko-meiningského. Bernard byl slaboch a jeho žena na něj měla velký vliv. Pár měl jediné dítě; dceru Feodoru. Tu často nechávali v péči rodinných příslušníků a příliš se o ni nezajímali. To později vyústilo ve spory Šarloty s dcerou Feodorou.
Šarlota si plně využívala svého postavení i vévodského titulu, avšak po první světové válce, roku 1918, byl její manžel i ona zbaveni titulu. Šarlota zemřela rok po této události na infarkt. Sama prožívala život ve velkých bolestech, které zahrnovaly bolesti žaludku, nespavost, částečné ochrnutí... To vše vyplývá z její korespondence s lékařem i rodinou. V současné době historikové věří, že, stejně jako mnoho příslušníků královského anglického rodu, i ona trpěla porfyrií.

## Život

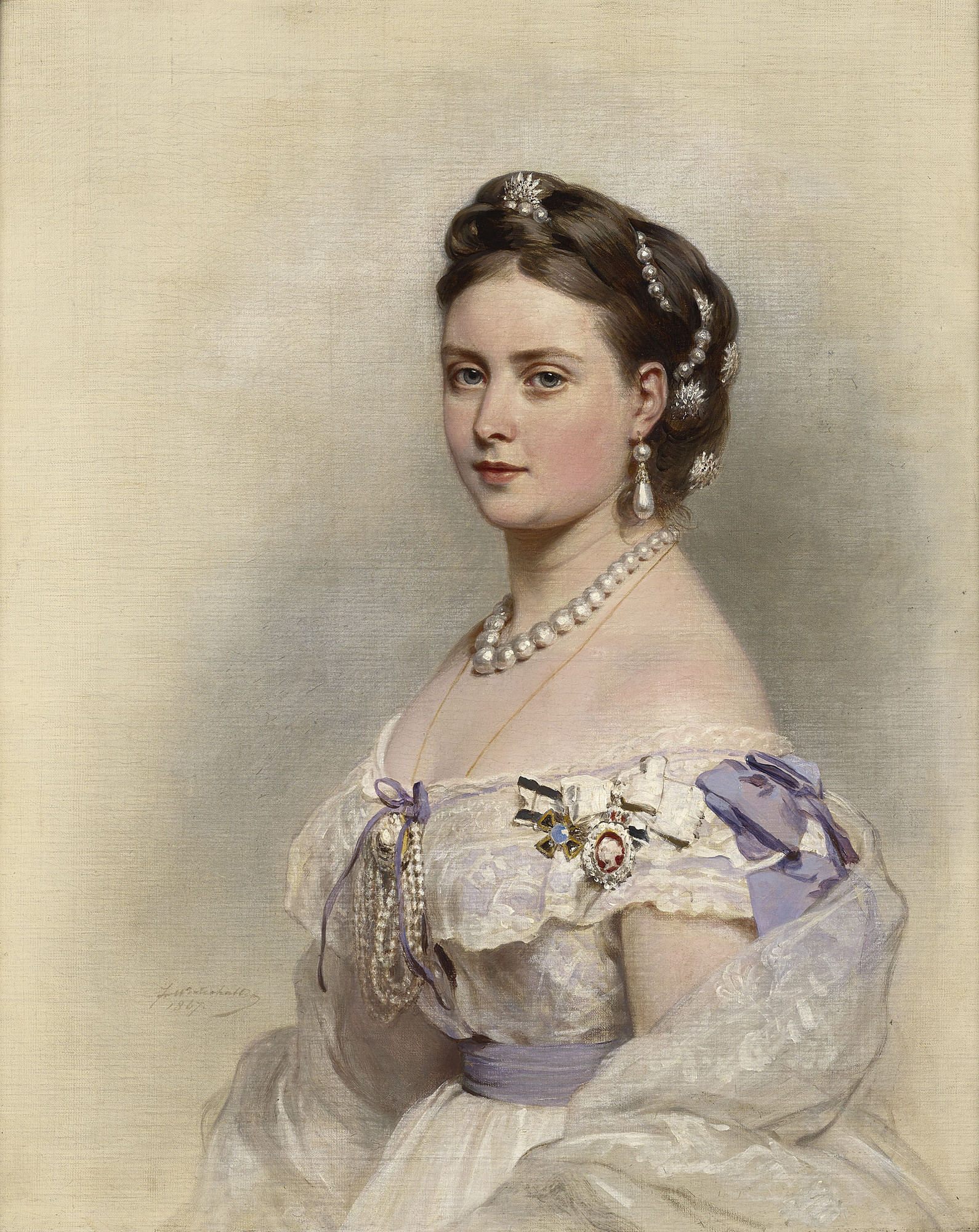
Šarlotina matka Viktorie

### Mládí

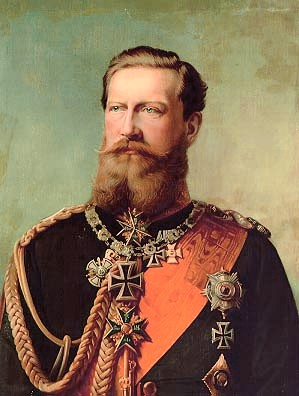
Šarlotin otec Fridrich III.

Šarlota se narodila 24. července 1860 v Postupimi. Byla nejstarší dcerou německého císaře Fridricha III. a jeho manželky Princess Royal Viktorie. Jako dítě byla zdravá a čiperná, na rozdíl od jejího bratra Viléma, který se narodil 19 měsíců před ní a měl těžké dětství, především kvůli ochrnuté levé ruce. Mladá dívka byla pojmenována podle své pratety Šarloty Pruské, která zemřela v rok Šarlotina narození.
Šarlotin otec byl členem dynastie Hohenzollernů, vládnoucí dynastie Pruska již od 17. století. Naopak Šarlotina matka pocházela ze Sasko-Kobursko-gothajské dynastie. Sama Šarlota a Vilém byla jediná vnoučata královny Viktorie, která se narodila ještě za života jejího manžela Alberta. Šarlota se ale se svým dědečkem setkala pouze dvakrát v životě; poprvé, když Albert a Viktorie navštívili dceru a dvě vnoučata v Německu (Šarlotě byly tehdy dva měsíce), a podruhé v červnu 1861, šest měsíců před Albertovou smrtí, když byla rodina na oplátku na návštěvě v Anglii.
Šarlotina rostoucí rodina, kde bylo nakonec osm dětí, trávila zimy v Berlíně a léta v Postupimi. Roku 1863 koupili Šarlotini rodiče malý statek na venkově, který zrekonstruovali a později pobývali i zde. Fridrich byl milující manžel, ale jako důstojník pruské armády trávil mnoho času mimo domov. Naopak Viktorie byla pečlivá matka, která kontrolovala především vzdělání dětí. Své potomky se rozhodla vychovávat po vzoru anglického dvora.
Viktorie nejdříve se svojí nejstarší dcerou vycházela výborně, avšak jak Šarlota dospívala, jejich vztah byl horší a horší. Postupně se z ní stávala nervózní dívka, která si s oblibou okusovala nehty, což bylo u dvora nepřípustné. Šarlota navíc byla špatná studentka, což její matce, která na vzdělání kladla velké nároky, ještě ztěžovalo snahu dceru vychovávat. Přestože měla tak špatný vztah s matkou, s prarodiči z otcovy strany vycházela naopak skvěle a ráda je navštěvovala. Mimo jiné dobře vycházela i se starším bratrem Vilémem; propast mezi nimi se vytvořila až po jeho sňatku s Augustou Viktorií Šlesvicko-Holštýnskou, která o Šarlotě prohlásila, že je prostá, nechápavá a plachá.

### Sňatek
Šarlota Pruská neměla příliš šťastné dětství a období jejího dospívání bylo ještě horší, především kvůli jejím zdravotním problémům. Ty zahrnovaly bolesti břicha, nespavost, revmatismus, bolesti kloubů i hlavy a podobně. Jak Šarlota rostla, začala nacházet zálibu v rozšiřování klepů a ve flirtování.
V dubnu 1877 se šestnáctiletá Šarlota zasnoubila se svým příbuzným Bernardem. Ten byl o devět let starší. Svatba se konala v Berlíně dne 18. února 1878 a vlastně se jednalo o dvojitou svatbu, jelikož společně se Šarlotou se vdávala i další příslušnice rodu Hohenzollernů; Alžběta Anna. Ta si brala Fridricha Augusta II. Oldenburského. Pár žil v Postupimi, avšak Šarlota později koupila i vilu v Cannes. Její bratr Vilém se za to na ni sice naštval, jelikož Francie byla nepřátelskou zemí, avšak ona tam přesto po několik měsíců žila, protože věřila, že jí to pomůže se zdravotními potížemi.

### Narození dcery a pozdější léta

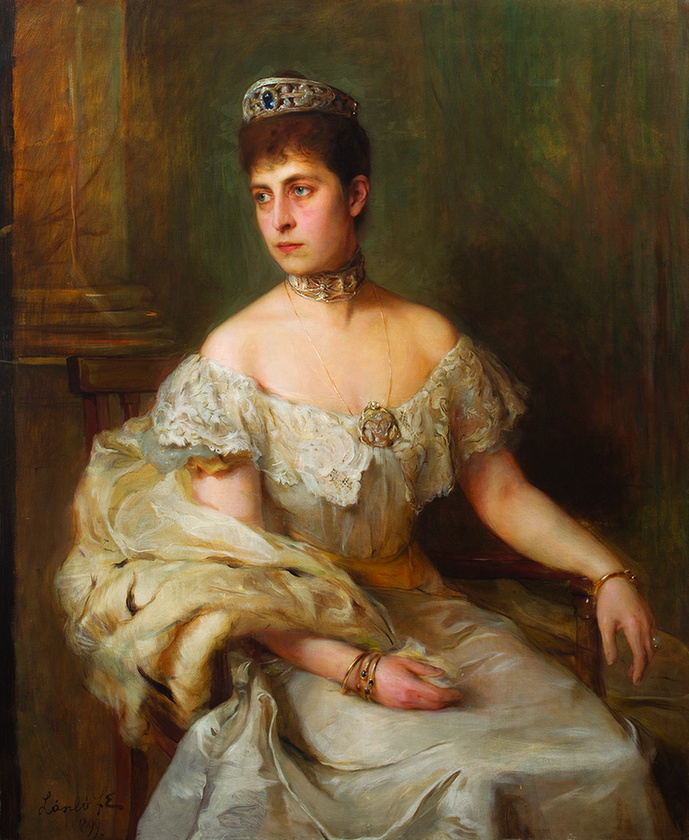
Šarlota v roce 1890

Dva roky po uzavření manželství se páru narodila dcera Feodora. Šarlota těhotenství ale nenáviděla kvůli omezení a rozhodla se, že Feodora bude její jedinou dcerou a jiné děti už nechce. Krátce po Feodořině narození se Šarlota vrátila do společenského života v Berlíně a nechala dceru na starost příbuzným. Šarlotina matka Viktorie sama řekla, že vychovávat Feodoru je mnohem lepší a jednodušší, než byla výchova její matky.
V červnu 1911 se Šarlota účastnila korunovace svého bratrance Jiřího V., avšak zdraví jí nedovolilo plně se účastnit všech oslav. Její zdravotní stav se náhle zhoršil a ona zůstala upoutaná na lůžku s velkými bolestmi.
Dne 25. června 1914 její manžel zdědil vévodství Sasko-meiningenské a nastoupil jako Bernard III. Již 28. července toho roku ale vypukla první světová válka a Bernard odešel bojovat na frontu. Díky tomu Šarlota po krátkou dobu vládla celého vévodství, avšak především jako loutka. Její zdravotní stav se i nadále zhoršoval a v té době již trpěla hroznými chronickými bolestmi. Jedinou úlevu od nich jí poskytovala léčba opiem. První světová válka skončila roku 1918 a přinesla i zánik Německého císařství, tedy i všech vévodství. Bernard byl nucen odstoupit ze svého postu a ani Šarlota již nebyla vévodkyní. Následujícího roku se Šarlota přestěhovala do Baden-Baden, kde se chtěla léčit ze svých zdravotních problémů. Již krátce po příjezdu, 1. října, ale umírá na infarkt. Bernard zemřel o devět let později a oba byli pohřbeni v zámku Altenstein.

## Vývod z předků
|                |                                          |  |                                      |                                        |  |  |  |  |  |  |  | Fridrich Vilém II. |
|                |                                          |  |                                      |                                        |  |  |  |  |  |  |  |                    |
|                | Fridrich Vilém III.                      |  |                                      |                                        |  |  |  |  |  |  |  |                    |
|                |                                          |  |                                      |                                        |  |  |  |  |  |  |  |                    |
|                |                                          |  |                                      | Frederika Luisa Hesensko-Darmstadtská  |  |  |  |  |  |  |  |                    |
|                |                                          |  |                                      |                                        |  |  |  |  |  |  |  |                    |
|                | Vilém I. Pruský                          |  |                                      |                                        |  |  |  |  |  |  |  |                    |
|                |                                          |  |                                      |                                        |  |  |  |  |  |  |  |                    |
|                |                                          |  |                                      | Karel II. Meklenbursko-Střelický       |  |  |  |  |  |  |  |                    |
|                |                                          |  |                                      |                                        |  |  |  |  |  |  |  |                    |
|                | Luisa Meklenbursko-Střelická             |  |                                      |                                        |  |  |  |  |  |  |  |                    |
|                |                                          |  |                                      |                                        |  |  |  |  |  |  |  |                    |
|                |                                          |  |                                      | Frederika Hesensko-Darmstadtská        |  |  |  |  |  |  |  |                    |
|                |                                          |  |                                      |                                        |  |  |  |  |  |  |  |                    |
|                | Fridrich III. Pruský                     |  |                                      |                                        |  |  |  |  |  |  |  |                    |
|                |                                          |  |                                      |                                        |  |  |  |  |  |  |  |                    |
|                |                                          |  |                                      | Karel August Sasko-Výmarsko-Eisenašský |  |  |  |  |  |  |  |                    |
|                |                                          |  |                                      |                                        |  |  |  |  |  |  |  |                    |
|                | Karel Fridrich Sasko-Výmarsko-Eisenašský |  |                                      |                                        |  |  |  |  |  |  |  |                    |
|                |                                          |  |                                      |                                        |  |  |  |  |  |  |  |                    |
|                |                                          |  |                                      | Luisa Hesensko-Darmstadtská            |  |  |  |  |  |  |  |                    |
|                |                                          |  |                                      |                                        |  |  |  |  |  |  |  |                    |
|                | Augusta Sasko-Výmarská                   |  |                                      |                                        |  |  |  |  |  |  |  |                    |
|                |                                          |  |                                      |                                        |  |  |  |  |  |  |  |                    |
|                |                                          |  |                                      | Pavel I. Ruský                         |  |  |  |  |  |  |  |                    |
|                |                                          |  |                                      |                                        |  |  |  |  |  |  |  |                    |
|                | Marie Pavlovna Romanovová                |  |                                      |                                        |  |  |  |  |  |  |  |                    |
|                |                                          |  |                                      |                                        |  |  |  |  |  |  |  |                    |
|                |                                          |  |                                      | Žofie Dorota Württemberská             |  |  |  |  |  |  |  |                    |
|                |                                          |  |                                      |                                        |  |  |  |  |  |  |  |                    |
| Šarlota Pruská |                                          |  |                                      |                                        |  |  |  |  |  |  |  |                    |
|                |                                          |  |                                      |                                        |  |  |  |  |  |  |  |                    |
|                |                                          |  | František Sasko-Kobursko-Saalfeldský |                                        |  |  |  |  |  |  |  |                    |
|                |                                          |  |                                      |                                        |  |  |  |  |  |  |  |                    |
|                | Arnošt I. Sasko-Kobursko-Saalfeldský     |  |                                      |                                        |  |  |  |  |  |  |  |                    |
|                |                                          |  |                                      |                                        |  |  |  |  |  |  |  |                    |
|                |                                          |  |                                      | Augusta Reuss Ebersdorf                |  |  |  |  |  |  |  |                    |
|                |                                          |  |                                      |                                        |  |  |  |  |  |  |  |                    |
|                | Albert Sasko-Kobursko-Gothajský          |  |                                      |                                        |  |  |  |  |  |  |  |                    |
|                |                                          |  |                                      |                                        |  |  |  |  |  |  |  |                    |
|                |                                          |  |                                      | Augustus Sasko-Gothajsko-Altenburský   |  |  |  |  |  |  |  |                    |
|                |                                          |  |                                      |                                        |  |  |  |  |  |  |  |                    |
|                | Luisa Sasko-Gothajsko-Altenburská        |  |                                      |                                        |  |  |  |  |  |  |  |                    |
|                |                                          |  |                                      |                                        |  |  |  |  |  |  |  |                    |
|                |                                          |  |                                      | Luisa Šarlota Meklenbursko-Zvěřínská   |  |  |  |  |  |  |  |                    |
|                |                                          |  |                                      |                                        |  |  |  |  |  |  |  |                    |
|                | Viktorie Sasko-Koburská                  |  |                                      |                                        |  |  |  |  |  |  |  |                    |
|                |                                          |  |                                      |                                        |  |  |  |  |  |  |  |                    |
|                |                                          |  |                                      | Jiří III.                              |  |  |  |  |  |  |  |                    |
|                |                                          |  |                                      |                                        |  |  |  |  |  |  |  |                    |
|                | Eduard August Hannoverský                |  |                                      |                                        |  |  |  |  |  |  |  |                    |
|                |                                          |  |                                      |                                        |  |  |  |  |  |  |  |                    |
|                |                                          |  |                                      | Šarlota Meklenbursko-Střelická         |  |  |  |  |  |  |  |                    |
|                |                                          |  |                                      |                                        |  |  |  |  |  |  |  |                    |
|                | královna Viktorie                        |  |                                      |                                        |  |  |  |  |  |  |  |                    |
|                |                                          |  |                                      |                                        |  |  |  |  |  |  |  |                    |
|                |                                          |  |                                      | František Sasko-Kobursko-Saalfeldský   |  |  |  |  |  |  |  |                    |
|                |                                          |  |                                      |                                        |  |  |  |  |  |  |  |                    |
|                | Viktorie Sasko-Kobursko-Saalfeldská      |  |                                      |                                        |  |  |  |  |  |  |  |                    |
|                |                                          |  |                                      |                                        |  |  |  |  |  |  |  |                    |
|                |                                          |  |                                      | Augusta Reuss Ebersdorf                |  |  |  |  |  |  |  |                    |
|                |                                          |  |                                      |                                        |  |  |  |  |  |  |  |                    |